# Kepler-529b
Kepler-529b es un planeta extrasolar que forma parte de un sistema planetario formado por al menos dos planetas. Orbita la estrella denominada Kepler-529. Fue descubierto en el año 2016 por la sonda Kepler por medio de tránsito astronómico.